# Богословія
«Богословія» — часопис, присвячений питанням історії Церкви в Україні, філософії, богослов'я, релігієзнавства. 1923—1938 видавався як трьохмісячник у Львові Богословським науковим товариством (БНТ) під редакцією Йосифа Сліпого. Навколо часопису гуртувалися відомі дослідники: Володимир Фіґоль, Ярослав Пастернак, С. Сампара, І. Шматковський, Микола Чубатий та ін.
Із входженням Західної України до складу УРСР 1939 видання «Богословія» і діяльність БНТ припинилися. При гітлерівському окупаційному режимові було видано річники «Богословія» за 1939—1940 і 1941—1942 (спарені томи), після чого видання знову припинилося.
Спроба відновити в Римі діяльність БНТ і видання «Богословія» 1960 результатів не дала. Тільки з появою в Римі 1963 митрополита Йосифа Сліпого почалося регулярне видання «Богословія» (під редакцією Івана Хоми).
Наприкінці 1990-х рр. «Богословія» почало видаватися в Україні Львівською богословською академією та Українським богословським науковим товариством (під редакцією Івана Гаваньо). 1997—1998 вийшов спарений том, далі видається як щорічник.